# FN HMP 400
Das FN HMP (Heavy Machine Gun Pod) ist ein Waffenbehälter der belgischen Firma FN Herstal, in dem ein modifiziertes Kaliber 50 MG in der M3P-Ausführung verbaut ist. Das HMP wurde in den 1970er Jahren entwickelt und seitdem ständig weiter verbessert. Die erste Version dieses Waffensystems, das HMP 250, hatte eine Munitionskapazität von 250 Patronen und entsprach dem Standard NATO 14" Mast. Das ermöglichte die Adaptierung an alle gängigen Kampfflugzeuge und Drehflüglersysteme der NATO. Das Waffensystem ist für Luftnahunterstützung vorgesehen. Im Laufe der folgenden Jahrzehnte folgten verschiedene Versionen, die entweder mehr Munition fassen können, unter dem Geschützbehälter über zusätzliche Panzerung verfügen oder aber in der Version mit 250 Patronen drei ungelenkte 70-mm-Raketen mitführen können. Die Waffe selbst ist im Waffenbehälter auf einem Lafettensystem stabilisiert, wodurch der Rückstoß des schweren Maschinengewehrs kontrolliert und gedämpft wird. Dies führt zu einer höheren Präzision. Das FN HMP 400 kann alle gängigen Kaliber-50-Munitionsarten verschießen.
Dieses Waffensystem findet unter anderem im Kampfhubschrauber Tiger UHT Verwendung.

## Versionen der FN HMP
| Version                                   | Beschreibung |
| ----------------------------------------- | --- |
| FN HMP 250 LCC (Links and case collector) | 250 Patronen |
| FN HMP 400 LC (Links only)                | 400 Patronen und keine zusätzliche Panzerung                                                                                    |
| FN HMP 400 LCC                            | 400 Patronen und zusätzliche Panzerung zum Schutz der Waffe unter dem POD (diese Version wird im deutschen Tiger UHT verwendet) |
| FN RMP LC                                 | 250 Patronen Fassungsvermögen und unter dem POD drei ungelenkte 70 mm-Raketen                                                   |

Die effektiv maximale Einsatzreichweite der HMP 400 wird von FN Herstal mit 1850 m angegeben und die Maximalreichweite (ballistisch) mit 6500 m.
| Einsatzart | Reichweite               |
| --- | ------------------------ |
| Unterstützungs- und Defensivfeuer gegen weiche Ziele                                                                 | bis 3000 m               |
| Unterstützungsfeuer gegen leicht gepanzerte Ziele (10 mm Panzerstahl bei 1000 m und 35 mm Panzerstahl bei 500–800 m) | bis 1000 m APEI-Munition |
| Entflammen und Durchschlagen von Containereinheiten und Tanks                                                        | bis 2500 m APEI-Munition |
| Bekämpfen von Luftzielen                                                                                             | bis 3000 m APEI-Munition |